# Max Bignens
Max Bignens (* 9. Juni 1912 in Zürich; † 24. Dezember 2001 ebenda) war ein Schweizer Bühnenbildner und Kostümbildner.
Max Bingens studierte an der Hochschule für Bildende Kunst in München bei Emil Preetorius. Sein erstes Engagement begann 1939 am Stadttheater in Bern. Zu seinen ersten Werken zählen die Bühnenbilder für Ralph Benatzkys ländliches Singspiel „Landrinette“, das dort am 17. Dezember 1939 unter der Regie von Walter Brügmann uraufgeführt wurde. 1946 wechselte er an das Stadttheater Basel. Später wirkte er am Bayerischen Staatstheater am Gärtnerplatz in München und ab 1970 als Ausstattungschef an den Kölner Bühnen.
In Zusammenarbeit mit dem argentinischen Regisseur Jorge Lavelli war er international tätig und fertigte zahlreiche Entwürfe für Inszenierungen in Wien, Helsinki, Brüssel, Mailand, Venedig, Paris.

## Werke (Auswahl)
- 1939: Ralph Benatzky, Landrinette, Stadttheater Bern. (Uraufführung)
- 1956: Friedrich Schiller, „Wilhelm Tell“, Tellspielhaus Altdorf.
- 1957: Mischa Spoliansky, „Katharina Knie“ (Musical nach Carl Zuckmayer), Bayerisches Staatstheater am Gärtnerplatz in München. (Uraufführung)
- 1962: Ballett Coppélia, Württembergisches Staatstheater Stuttgart.
- 1965: Bernd Alois Zimmermann, „Soldaten“, Kölner Oper. (Uraufführung)
- 1965:  Carl Orff, „Der Mond. Ein kleines Welttheater“, Bayerisches Staatstheater am Gärtnerplatz in München.
- 1970: Wilhelm Killmayer, „Yolimba oder die Grenze der Magie“, Bayerisches Staatstheater am Gärtnerplatz in München. (Uraufführung der Neufassung)
- 1973: Alexander Porfirjewitsch Borodin, „Fürst Igor“, Projekt für die Deutsche Oper Berlin.

Erhaltene Bühnenbildentwürfe:
- Bühnenbildentwürfe für das Ballett Copellia (1962) im Landesarchiv Baden-Württemberg, Bestand EL 221/8
- Bühnenbildentwürfe für Borodins „Fürst Igor“ (Projekt 1973) im Institut für Theaterwissenschaft der Universität Köln.